# Rivière des Pôles
La rivière des Pôles est un affluent du lac Evans, à Eeyou Istchee Baie-James, dans la région administrative du Nord-du-Québec, dans la province canadienne de Québec, au Canada.
Le bassin versant de la rivière des Pôles n'est pas desservi par une route carrossable. La route du Nord venant de Matagami passe à l'Ouest du lac Evans, soit à 66,9 km au Nord-Ouest de l'embouchure de la rivière des Pôles. La surface de la rivière est habituellement gelée du début novembre à la mi-mai, toutefois la circulation sécuritaire sur la glace se fait généralement de la mi-novembre à la mi-avril.

## Géographie
Les principaux bassins versants voisins de la rivière des Pôles sont :
- côté Nord : rivière à la Marte, rivière Nemiscau ;
- côté Est : lac Théodat, lac Tésécau ;
- côté Sud : lac Le Gardeur, rivière Salamandre, rivière Broadback, rivière Nipukatasi ;
- côté Ouest : lac Evans, ruisseau Rabbit, rivière Chabinoche.

La rivière des Pôles prend sa source à l’embouchure d’un lac non identifié (longueur : 3,2 km ; altitude : 268 m). Cette source est située à :
- 19,4 km au Nord-Est de l’embouchure de la rivière des Pôles ;
- 34,3 au Nord-Est de l’embouchure du lac Evans ;
- 112 km au Nord-Est du lac Soscumica ;
- 174 km à l’Est de l’embouchure de la rivière Broadback) ;
- 173 km au Nord-Est du centre-ville de Matagami.

À partir de sa source, la « rivière des Pôles » coule sur 30,3 km selon les segments suivants :
- 5,4 km vers le Sud-Ouest en zone de marais, jusqu’à la décharge du Lac Michisu (venant du Nord-Ouest) ;
- 13,1 km vers le Sud-Ouest en traversant des zones de marais, jusqu’à la décharge d’un lac (venant du Sud) ;
- 11,8 km vers l’Ouest en traversant des zones de marais en fin de segment, jusqu’à son embouchure[2].

La « rivière des Pôles » se déverse au fond de la baie du Nord-Est du lac Evans, face à une île d’une longueur de 1,1 km. Le lac Evans est traversé vers le Nord par la rivière Broadback.
L’embouchure de la rivière des Pôles est située à :
- 16,4 km au Nord-Est de l’embouchure du lac Evans (confluence avec la rivière Broadback) ;
- 94,8 km au Nord-Est du lac Soscumica ;
- 158,5 km à l’Est de l’embouchure de la rivière Broadback ;
- 156,9 km au Nord-Est du centre-ville de Matagami.

## Toponymie
Le toponyme « rivière des Pôles » a été officialisé le 5 décembre 1968 à la Commission de toponymie du Québec, soit à la création de cette commission